# Relaciones Chile-Polonia
Las relaciones Chile-Polonia son las relaciones internacionales entre la República de Chile y la República de Polonia. Ambas naciones son miembros de las Naciones Unidas y la Organización para la Cooperación y el Desarrollo Económicos.

## Historia

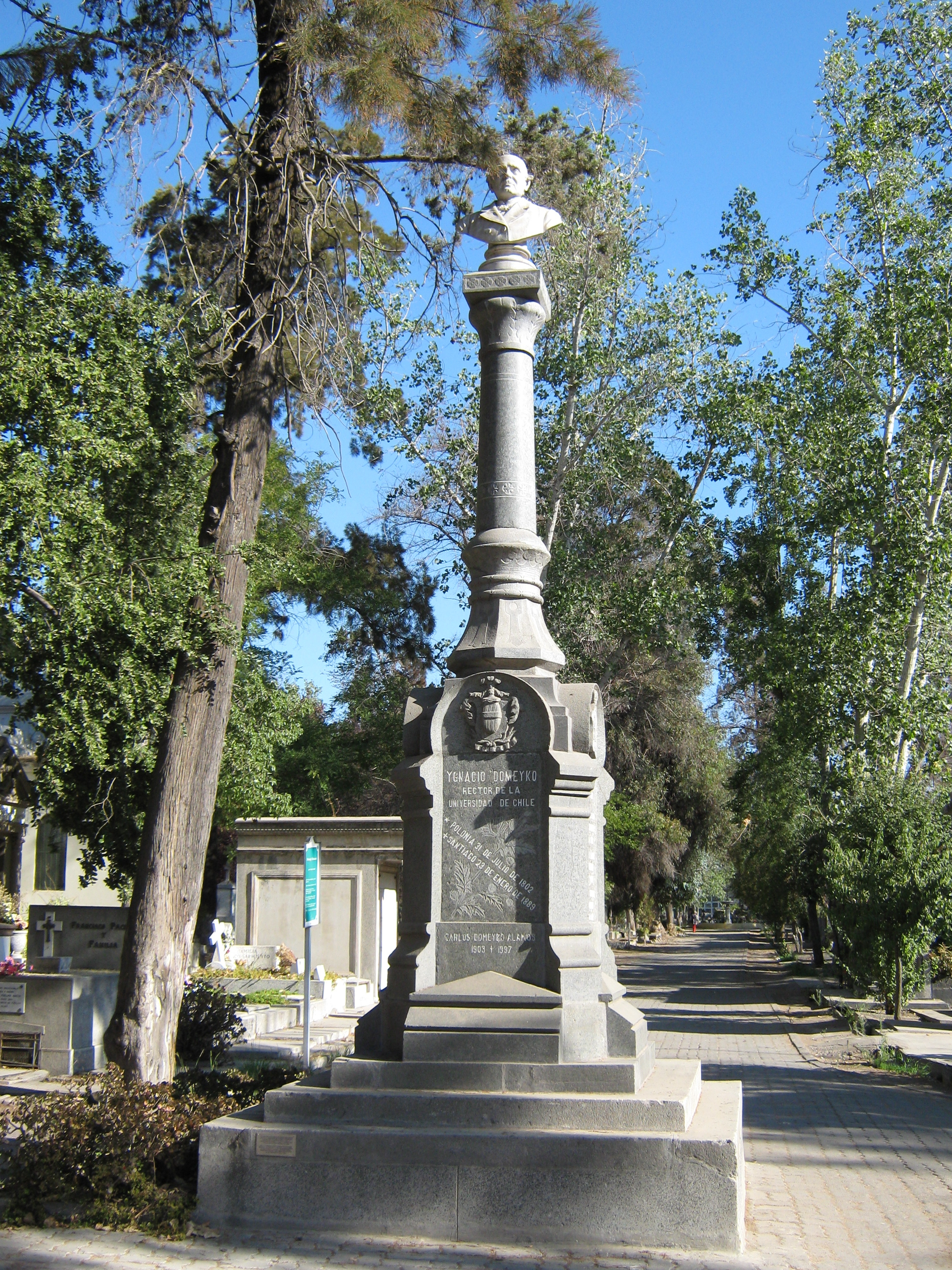
Homenaje de Polonia a Ignacio Domeyko, rector de la Universidad de Chile, en el Cementerio General de Santiago de Chile.

Se tiene registro que los primeros polacos llegaron a Chile a finales del siglo XVIII, siendo principalmente viajeros, soldados y científicos. En 1838, llegó Ignacio Domeyko, destacado científico polaco que llegó a ser rector de la Universidad de Chile. Otro grupo de polacos llegó a Chile huyendo de la Primera Guerra Mundial y en el periodo de entreguerras.
Las relaciones diplomáticas entre los gobiernos de Chile y Polonia se remontan a 1919, cuando el primer ministro polaco, Ignacy Jan Paderewski solicitó al gobierno chileno el reconocimiento formal de su país como un estado independiente y soberano, lo que fue aceptado formalmente por el presidente chileno Juan Luis Sanfuentes el 8 de agosto de ese mismo año. Al mes siguiente, el gobierno polaco acreditó a Xavier Orlowski como su ministro plenipotenciario ante Chile, lo que fue correspondido en 1922 por el país sudamericano al nombrar como encargado de negocios en Varsovia a Carlos Muñoz Hurtado. En 1929 se celebró entre ambos países un tratado de conciliación. Tras la invasión nazi a Polonia, Chile aceptó la solicitud del gobierno polaco en el exilio de representar sus intereses en los reinos de Rumania e Italia en 1940, y al año siguiente, retiró su representación diplomática, reinstaurándola el 5 de octubre de 1945 tras el fin de la Segunda Guerra Mundial. Después de la guerra, Chile recibió un millar de refugiados polacos, exprisioneros de los campos de trabajo y de concentración nazis, así como también exsoldados del Ejército Polaco. En 1949 se fundó la Unión de los Polacos en Chile, que publicó una revista propia en polaco, Polak w Chile.
El gobierno chileno encabezado por Carlos Ibáñez del Campo, volvió a romper relaciones diplomáticas con la República Popular de Polonia y otros estados socialistas de Europa, por lo que las relaciones entre ambos países se interrumpieron entre 1947 y 1965. El año siguiente, asumió funciones como embajador chileno en Varsovia el diplomático Víctor Jadresic Vargas, mientras que Polonia designó como su embajador en Santiago a Jerzy Dudziński. Durante la dictadura militar de Augusto Pinochet en Chile la relación bilateral volvió a suspenderse, restableciéndose el 11 de marzo de 1990.
En 1995, ambos países firmaron un convenio de supresión de visas de turismo, un acuerdo de protección de inversiones y un memorándum de entendimiento sobre cooperación cultural y científica. Cuatro años después, se suscribió un protocolo de consultas políticas, con ocasión de la visita de Estado del presidente chileno Eduardo Frei Ruiz-Tagle a Polonia. Un año después se firmó un acuerdo de supresión de doble tributación entre los ministros de Hacienda de ambos países. En 2013, ambos países suscribieron un memorándum de entendimiento para la cooperación en defensa, mientras que en 2017, se firmó un acuerdo de vacaciones y trabajo (Working Holidays) para jóvenes de ambos países y un memorándum de entendimiento para la cooperación científica en la Antártica Chilena, así como un convenio en materias deportivas.

### Visitas oficiales
Los siguientes mandatarios de Chile y Polonia han realizado visitas de Estado:
- Presidente Lech Walesa a Chile en 1995.
- Presidente Eduardo Frei Ruiz-Tagle a Polonia en abril de 1999.[5]
- Primer ministro Jerzy Buzek a Chile en marzo de 2000.
- Presidente Aleksander Kwasniewski a Chile en abril de 2002.
- Presidente Ricardo Lagos a Polonia en octubre de 2002.
- Primer ministro Donald Tusk a Chile en mayo de 2008.

## Relaciones comerciales
En el ámbito económico-comercial, las relaciones entre ambos países se enmarcan en el acuerdo de asociación entre Chile y la Unión Europea, vigente desde 2003. En 2022, el intercambio comercial entre ambos países ascendió a los 343, lo que supuso un crecimiento promedio anual del 9,7% en los últimos cinco años millones de dólares estadounidenses. Los principales productos exportados por Chile fueron ciruelas secas, filetes de merluza, y salmones, mientras que aquellos exportados principalmente por Polonia al país sudamericano fueron bebidas no alcohólicas, tractores y ácido sulfúrico.
Existen importantes inversiones polacas en el norte de Chile, encabezadas por la empresa KGHM Polska Miedź, que opera una mina de cobre en Sierra Gorda y está interesada en la generación de energía solar en el desierto de Atacama.

## Misiones diplomáticas
- Chile tiene una embajada en Varsovia y cuenta con consulados honorarios en Breslavia, Cracovia, Gdánsk y Katowice.[11]
- Polonia tiene una embajada en Santiago de Chile y cuenta con consulados honorarios en La Serena, Viña del Mar y Punta Arenas.[12]

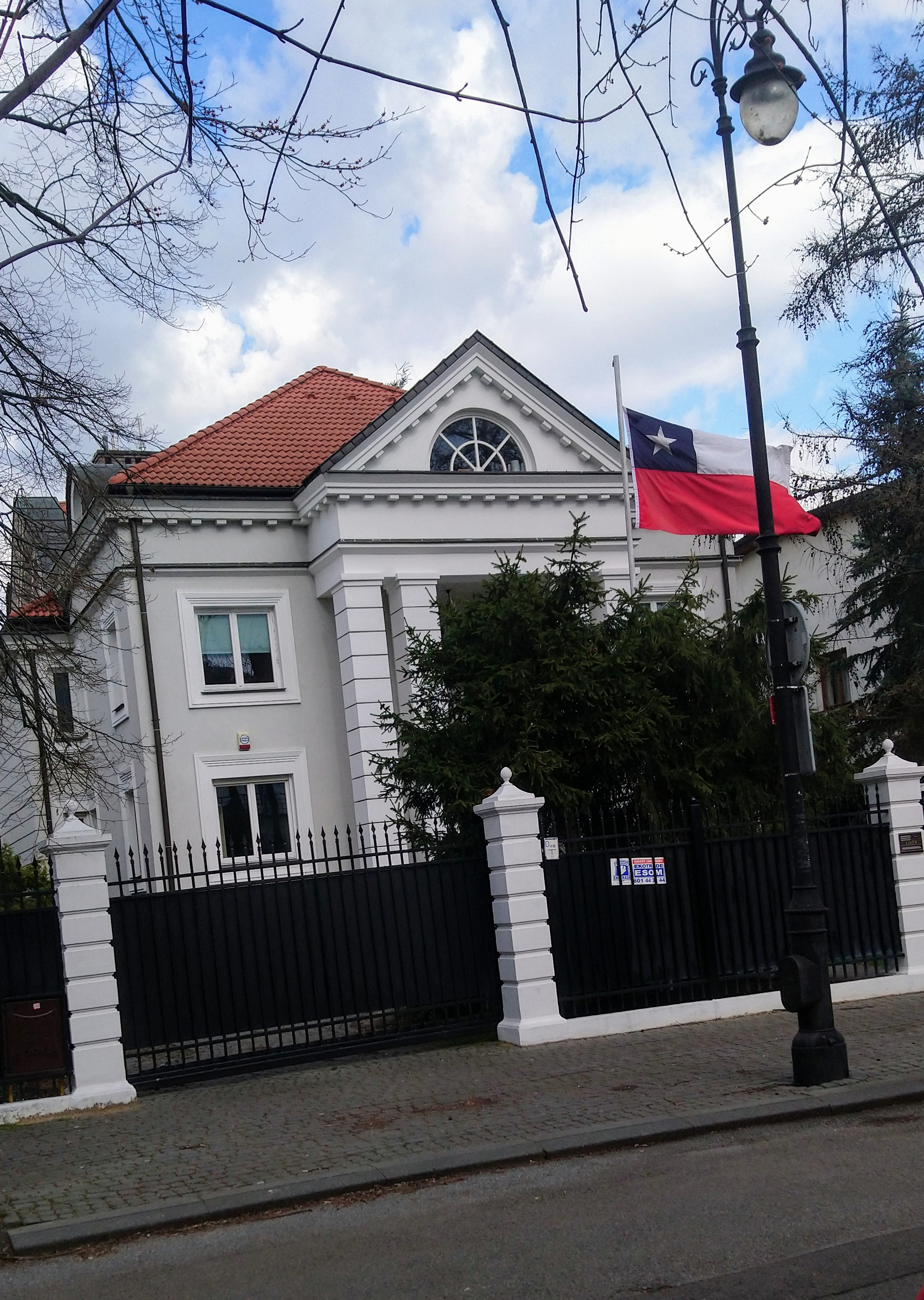
Embajada de Chile en Varsovia
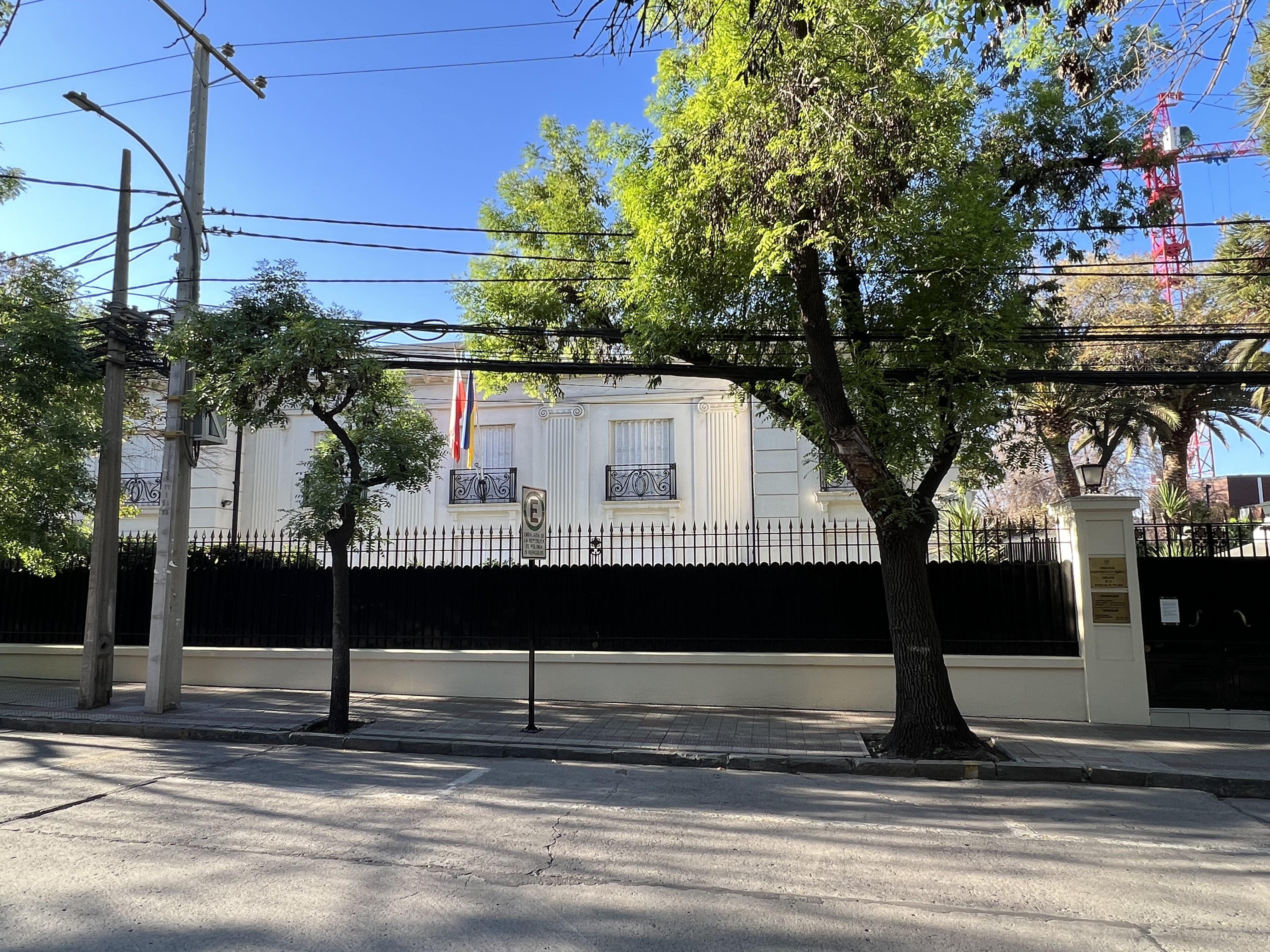
Embajada de Polonia en Santiago de Chile